# Лёгкий способ бросить любить
«Лёгкий способ бросить любить» — второй студийный альбом российского видеоблогера и рэп-исполнителя Джарахова в жанре поп. Был выпущен 17 марта 2022 года на независимом лейбле через цифрового дистрибьютора Believe Digital. Ранее его выпуск планировался 25 февраля 2022 года, однако был отменён за день до релиза в связи с начавшимся вторжением России на Украину 24 февраля.

## История
Выход альбома планировался ещё в ноябре 2021-го, но по неизвестным причинам был перенесён на февраль 2022-го. 31 декабря в полночь Джарахов в Instagram назвал окончательную дату выхода альбома — 25 февраля. 11 января был опубликован трек-лист. 24 февраля 2022 года, за день до выхода альбома, исполнитель объявил об отмене релиза из-за ситуации на территории Украины. Пластинка ошибочно была выпущена в ВКонтакте 16 марта. Окончательный релиз произошёл через день, 17 марта. Вместе с выходом альбома состоялся выпуск клипа на одноимённую песню.

## Критика
В The Flow сказали, что это первый альбом исполнителя «после выбранного направления светлых сентиментальных песен». Сам Эльдар назвал пластинку «историей человека, пытающегося бежать от любви».

## Список композиций
Информация из Apple Music и Tidal.
| №                   | Название                                      | Текст песни                          | Музыка                                         | Длительность |
| ------------------- | --------------------------------------------- | ------------------------------------ | ---------------------------------------------- | ------------ |
| 1.                  | «Всё по новой»                                | Эльдар Джарахов                      | Виктор Сибринин                                | 1:28         |
| 2.                  | «Факт» (совм. с Blago White)                  | Владислав Померанцев Эльдар Джарахов | Виктор Сибринин                                | 2:35         |
| 3.                  | «F63.9» (Скит)                                | Владислав Померанцев Эльдар Джарахов | Виктор Сибринин                                | 1:39         |
| 4.                  | «Не надо влюбляться»                          | Эльдар Джарахов                      | Виктор Сибринин                                | 2:30         |
| 5.                  | «Copacabana»                                  | Эльдар Джарахов                      | Виктор Сибринин                                | 1:57         |
| 6.                  | «Люблю»                                       | Эльдар Джарахов                      | Владислав Палагин                              | 2:34         |
| 7.                  | «Зачем?»                                      | Эльдар Джарахов                      | Андрей Баулин Кирилл Музычук                   | 2:27         |
| 8.                  | «Ссора за ссорой» (Скит)                      | Эльдар Джарахов                      | Виктор Сибринин                                | 1:03         |
| 9.                  | «Просто друг» (совм. со Стасом Костюшкиным)   | Стас Костюшкин Эльдар Джарахов       | Виктор Сибринин Денис Клявер                   | 2:12         |
| 10.                 | «Передруг»                                    | Эльдар Джарахов                      | Виктор Сибринин                                | 1:56         |
| 11.                 | «Пропитана тобой» (совм. с Iskanther)         | Искандер Сулейманов Эльдар Джарахов  | Airybeats Искандер Сулейманов                  | 1:51         |
| 12.                 | «Ненавижу» (Скит)                             | Эльдар Джарахов                      | Искандер Сулейманов                            | 1:25         |
| 13.                 | «Ноябрь»                                      | Эльдар Джарахов                      | Владислав Палагин                              | 2:37         |
| 14.                 | «Шаlove»                                      | Эльдар Джарахов                      | Владимир Сорокин                               | 2:44         |
| 15.                 | «I’m dead» (совм. с Nikitata)                 | Nikitata Эльдар Джарахов             | Дмитрий Микулич Владимир Разводовский Nikitata | 2:04         |
| 16.                 | «212 декабря» (Скит)                          | Эльдар Джарахов                      | Виктор Сибринин                                | 0:22         |
| 17.                 | «Фонари»                                      | Эльдар Джарахов                      | Виктор Сибринин                                | 2:37         |
| 18.                 | «Два незнакомых человека» (совм. с Лок Догом) | Александр Жвакин Эльдар Джарахов     | Виктор Сибринин                                | 2:44         |
| 19.                 | «Вокзал»                                      | Искандер Сулейманов Эльдар Джарахов  | Виктор Сибирин Юрий Музыченко                  | 2:33         |
| 20.                 | «Бегу по кругу»                               | Эльдар Джарахов                      | Виктор Сибирин Искандер Сулейманов             | 1:54         |
| Общая длительность: | Общая длительность:                           | Общая длительность:                  | Общая длительность:                            | 41:21        |